# Heikki Kirkinen
Heikki Kirkinen, född 22 september 1927 i Outokumpu (dåvarande Kuusjärvi), död 9 januari 2018, var en finländsk historiker.

## Biografi
Kirkinen blev 1961 filosofie doktor och var 1966-1970 gästprofessor vid Sorbonne i Paris, 1970-1991 professor i historia vid Joensuu universitet och 1971-1981 dess rektor. 
Han gjorde en stor insats vid skapandet av Joensuu högskola (sedermera universitet) och bidrog till att skänka det nya läroverket en "karelsk" profil. Kirkinen har behandlat Karelens historia i ett stort antal arbeten, bl.a. Karjala idän ja lännen välissä (2 bd, 1970-72), Pohjois-Karjalan kalevalaisen perinteen juuret (1988) och Karjalan kansan historia (1994, jte a.)
Kirkinen har även skrivit del 7, "Europas födelse" i serien Bonniers världshistoria (1984).

## Utmärkelser
- Kommendör av Akademiska palmen,  1992[2]
- Officer av Nationalförtjänstorden[3]
- Officer av Akademiska palmen[3]
- Kommendörstecknet av I klass av Heliga Lammets orden[3]
- Kommendörstecknet av Finlands Vita Ros’ orden[3]
- Kommendörstecknet av II klass av Heliga Lammets orden[4]

[Redigera Wikidata]